# Beder Sogn
Beder Sogn er et sogn i Århus Søndre Provsti (Århus Stift).
I 1800-tallet var Malling Sogn anneks til Beder Sogn. Begge sogne hørte til Ning Herred i Aarhus Amt. Beder Sogn tilhørte Beder-Malling Kommune fra 1842 til 1870. Kommunen blev ved kommunalreformen i 1970 indlemmet i Aarhus Kommune.
I Beder Sogn ligger Beder Kirke og Beder Gartnerskole, der blev oprettet i 1889.

## Stednavne
I Beder Sogn findes følgende autoriserede stednavne:
- Beder (bebyggelse, ejerlav) – stationsby på Aarhus Letbane.
- Bymose (bebyggelse).
- Fløjstrup Skov (areal).
- Fulden (bebyggelse, ejerlav).
- Kobjerg (areal).
- Fløjstrup (bebyggelse, ejerlav).
- Seldrup (bebyggelse).

## Vandmøller

### Fulden Vandmølle
Ligger ved Giber Å og omtales første gang i 1610. I 1680 kaldtes den Fulden kobbermølle og ejedes da af Jens Basballe, rådmand i Aarhus. Senere har møllen både hørt under Vilhelmsborg og Moesgård.
For at forbedre vandkvaliteten i Giber Å og lette havørredernes vandring til og fra gydepladser længere oppe i åen fjernede man i 2005 opstemningen ved møllen og ledte vandet i et stryg uden om mølledammen.

### Rokballe Mølle
Ligger ved en bæk nær Giber Å. Møllen var i 1600-tallet ejet af Aarhus Hospital, men kom senere under Vilhelmsborg. Nedlagt før 1926, men møllehuset, bygget i kampesten, ligger der stadig.